# Star Wars: Galactic Battlegrounds
Star Wars: Galactic Battlegrounds es un videojuego de estrategia en tiempo real para Microsoft Windows, Macintosh publicado en 2001 por LucasArts (propiedad de Disney desde 2012), pero en Japón es publicado por EA Games y Square en la era pre-Square Enix, a la que le fue licenciado por parte de Ensemble Studios el motor gráfico GameGenie. Está ambientado en el universo de la película La amenaza fantasma y en la trilogía original de la saga Star Wars. Cuenta con una expansión que se centra en el segundo episodio de la saga, El ataque de los clones. Esta expansión pretende resolver todas las dudas sobre qué ocurrió en las Guerras Clones. Ambos videojuegos fueron compilados en un solo juego llamado Star Wars: Galactic Battlegrounds Saga. La expansión Star Wars: Galactic Battlegrounds: Campañas Clon fue lanzada en 2002

## Jugabilidad
El jugador toma el control de una aldea, ciudad o imperio perteneciente a una determinada civilización y la guía a través de 4 edades tecnológicas, similares a los 2 primeros juegos de Age of Empires. Cada edad brinda mejoras a la civilización, ya que hace que diversas unidades, edificios y tecnologías estén disponibles para su uso. Para avanzar de una edad a la siguiente es necesario construir algunos edificios y pagar recursos económicos. En la cuarta edad tecnológica, todo el árbol de tecnologías está disponible para la civilización. Sin embargo, al igual que Starcraft, las naves pueden atacar enemigos sin interrupción de los muros, ya que estos muros solo frenan unidades de tierra.
Los recursos que se obtienen en cada civilización son: carbón/madera, que son cortados de árboles y extraídos de las minas de carbón, alimento, que se obtiene cazando, pescando o en un arbusto o granja, cristales nova, que se extrae de las minas de cristales o que se obtiene de los holocrones y mineral, que se extrae de otros minerales. El carbón y la madera son usados para construir edificios y artillería, el alimento es usado en entrenamientos de tropas y unidades tempranas, los cristales nova es usada en unidades tardías y los minerales son usados para construir edificios defensivos, como torres y muros. Todos los edificios no necesitan de energía para crear unidades o desarrollar tecnologías, pero construyendo generadores cerca de un edificio, permite acelerar la creación o desarrollo y es requisito para activar la batería de escudos. Además, cada civilización tiene un bando distinto, y puede ser Jedi o Sith, dependiendo de la civilización escogida.
En caso de victoria estándar, el jugador tiene 3 métodos de victoria. Si el jugador o equipo controla todos los holocrones y son alojados a los templos Jedi/Sith, tiene 200 días para ganar el juego hasta que un enemigo los controle. Si el jugador construye una maravilla, al igual que Age of Empires, los enemigos deben destruirla antes de 300 días e impedir la victoria por maravilla. Sin importar los demás métodos, los jugadores deben eliminar a las civilizaciones enemigas para ganar el juego.

### Civilizaciones
Hay ocho civilizaciones disponibles para jugar:
- Gungans.
- Realengo de Naboo.
- Federación de comercio.
- Wookiees.
- Imperio Galáctico.
- Alianza Rebelde.
- Confederación de Sistemas Independientes.
- República Galáctica.

Es posible jugar varias campañas, cada una con una civilización diferente. Star Wars: Galactic Battlegrounds posee bastantes parches y se puede jugar en la web en partidas de hasta ocho jugadores.

## Desarrollo
Star Wars: Galactic Battlegrounds es una modificación de Age of Empires II, sólo que el ambiente visual y sonoro ha sido adaptado a la nueva temática (por ejemplo, sustituyendo las reliquias por holocrones). Esto provoca que cualquier innovación sea difícil; en especial, el sistema de juego no está bien adaptado para manejar unidades aéreas, las cuales se mantienen quietas en el aire, dan media vuelta instantáneamente, y demás errores.
En sí fue concebido con la idea de corregir el error cometido con Force Commander, un videojuego de estrategia lanzado anteriormente por LucasArts, y que supuso un fracaso comercial debido a sus propios fallos (tales como problemas de cámara y jugabilidad). De allí surge el hecho de que Star Wars: Galactic Battlegrounds nunca tuvo aspiraciones de innovar en el género, sino más bien tener un éxito medianamente aceptable.

## Expansión
Star Wars: Galactic Battlegrounds: Campañas Clon es la expansión y se basa en la película Star Wars: Episodio II - El ataque de los clones. Fue lanzado en mayo de 2002.
El juego se realiza a través de escenarios de combate. Es necesario elegir modalidades en el juego como por ejemplo: Acabar con el líder (similar a Regicida de Age of Empires), escenario, defender el monumento, combate a muerte.
Algunas de las novedades que aporta al juego son la inclusión de dos nuevas civilizaciones, héroes (en edición de escenario) y los grandes ausentes de la serie: La estrella de la muerte y el crucero imperial, sin embargo estos solo pueden obtenerse a través de trucos introducidos con claves en la opción de charla del juego.
Cuenta con las seis civilizaciones del juego original y las dos propias República galáctica y Confederación.
Los edificios son parte fundamental del juego. Hay gran variedad de ellos. No se puede avanzar hacia un nivel tecnológico mayor sin tenerlos.
- Civiles: Centro de mando (sin el cual no pueden obtenerse trabajadores, que son claves para el desarrollo del juego) y casas o refugios (sirven para aumentar el límite de población máximo).
- Desarrollo de tecnología: Centro de investigación.
- Energía: Central energética.
- Recursos: Central de procesamiento de carbono, central de procesamiento de cristales nova, central de procesamiento de mineral.
- Militares: Centro de tropas, fábrica de automoción, base aérea, fábrica de armas pesadas y fortaleza.

- Datos: Q1194920